# Севернохантыйский язык
Севернохантыйский язык — идиом хантыйского языка.

## Лингвогеография
Язык распространён в Шурышкарском и Приуральском районах Ямало-Ненецкого автономного округа и в Белоярском, Берёзовском, Октябрьском, Сургутском и Ханты-Мансийском районах Ханты-Мансийского автономного округа.
По мнению В. Штейница, группа делится на шурышкарский и берёзовский диалекты. По классификации Ю. Б. Корякова, группа состоит из приуральского диалекта, который распадается на усть-полуйский и усть-собский говоры, шурышкарского диалекта, распадающегося на питлярский, куноватский, сыньский, берёзовско-тегинский и вымерший сыгвинский говоры, казымского диалекта, делящегося на усть-казымский и верхнеказымский говоры, среднеобского диалекта, который делится на шеркальский, атлымский и вымерший кеушинский говоры.
Диалекты взаимопонятны, но между ними существуют различия на разных уровнях.

## Лингвистическая характеристика
Вокализм языка состоит из 8 гласных полного образования ([a], [e], [ε], [i], [ǎ], [c], [ɵ], [ŏ], [ŭ]) и одной редуцированной фонемы смешанного ряда среднего подъема ([ə]). Гласные полного образования противопоставлены по долготе и краткости (шанш — «колено», шăнш — «спина»).
Консонантизм представлен 16 звуками в приуральском диалекте и 17 звуками во всех остальных диалектах. Фонологическое противопоставление по глухости и звонкости согласных отсутствует. Глухие согласные могут озвончаться в некоторых позициях, в том числе и между гласными.
Относится к языкам агглютинативно-постфигирующего типа. Помимо типичных агглютинативных формантов, встречаются элементы флексии.
Кроме единственного и множественного чисел, существует двойственное число как у существительных, так и у местоимений (хоп — «лодка», хопӈəн — «две лодки», хопəт —  «много лодок»).
У существительных отсутствуют формы винительного падежа, однако они присутствуют у личных местоимений. Особый творительный падеж полностью отсутствует.
В языке представлены превербы. Значение глагола вместе с превербом складывается с разной степенью прозрачности. Например, преверб йухи («домой», «внутрь») в сочетаниях с некоторыми глаголами обозначает совершение действия, которое не связано с движением домой или во внутрь чего-либо (йухи ԓєты — «съесть», ԓєты — «есть»).
Основу лексики составляет уральский и финно-угорский пласт. Встречаются заимствования из ненецкого, татарского, русского и коми-зырянского языков. Некоторые русизмы адаптированы с учётом правил фонетики диалектов (ăшкола — «школа»). Наблюдается склонность к использованию описательных выражений вместо заимствований (карты пун — «провод», буквально «железная нитка из жил»).

## Пример текста
Ниже представлено стихотворение М. И. Шульгина на казымском диалекте севернохантыйского языка с переводом на русский язык:
| Казымский диалект хантыйского языка: | Русский язык: |
| Аӈкийєм Аӈкийєм, найийєм, мосты аӈкийєм, Йӑм путəр йастыԓəм, Йӑм арєм ариԓəм. Вуԓԓы йошийэԓан Йӑӈхԓəт рӑпийэтəн Йонтəстэԓ кўрəмəн, Вєрантэԓ пурайəн. Мӑнєм щи њухаԓсəт, Мӑнєм щи єнмəԓсəт. Вот кўш пуԓийəс, Ԓоњщ кўш питыйəс. Хөн ворəшəн нӑпəтсəт Мўвэва њэмщəт. Щущэн шависəн, Мирэва њотсəн. Хўв мӑр вөԓа нӑӈ, Аԓ па мөшита. Мӑнєм мосԓəн нӑӈ, Ԓыԓєм ԓавəԓԓəн. Аӈки ӑнтөм ки вөс, Вөԓəпсы ӑнтөм вөс. Вэк вөԓты питԓəн Пушəхԓан сӑмəн. | Мама В маме души не чаю, Нежности не таю. В радости и в печали Песню о маме пою. Ни устали и ни скуки Не признаёт она, Словно стрижи, её руки Мелькают с темна до темна. Снежными, злыми ночами, Лютый мороз не кляня, Эти руки качали, Выхаживали меня. А ветер ревел медведем, Трещал промороженный чум. Ты всё отдавала детям… Тебе поклониться хочу! Если бы не было мамы, Не было бы жизни. Вечно жить ты будешь В облике своих детей. |

## Использование диалектов
Язык используется в бытовом общении и в семье, и в обществе. Изучается на уроках родного языка в школах. Существует ряд учебно-методических пособий на казымском диалекте. В Ханты-Мансийске выходит газета «Xанты ясанг» на казымском диалекте, на этом идиоме издают свои произведения М. Вагатова, М. И. Шульгин, Г. Д. Лазарев и А. М. Сенгепов. В Салехарде на шурышкарском диалекте издаётся газета «Лух авт»; помимо этого, на нём выпускают поэтические произведения Р. П. Ругин и П. Е. Салтыков. На шурышкарском диалекте также исполняют песни этнопевица Лариса Миляхова и коллектив «Хатл най». Этно-рок-группа «H-Ural» издаёт композиции на среднеобском и шурышкарском диалекте. Язык используется при общении в Интернет-мессенджерах.